# Bruçó
Bruçó é uma povoação portuguesa sede da freguesia homónima do município de Mogadouro, no Distrito de Bragança. A freguesia tem 31,54 km² de área e 211 habitantes (censo de 2021), tendo, por isso, uma densidade populacional de 5,3 hab./km².

## Demografia
A população registada nos censos foi:
| Ano  | 0-14 Anos | 15-24 Anos | 25-64 Anos | > 65 Anos |
| 2001 | 18        | 18         | 96         | 133       |
| 2011 | 11        | 9          | 68         | 123       |
| 2021 | 8         | 8          | 60         | 90        |

## Festas anuais
- Divino Espírito Santo (dia de Pentecostes)
- Santa Bárbara (3.° fim de semana de agosto)
- Festa dos Velhos (25 de dezembro)